# Виа феррата на горе Ильяс-Кая
Виа феррата на горе Ильяс-Кая — система соединённых между собой виа феррат, ведущих на вершины скальных массивов Ильяс-Кая и Деликли-Бурун. Самая протяжённая виа феррата в России.

## История создания
Маршруты были оборудованы компанией «Морчека Технолоджи Эдвенчер» по заказу Центра развития туризма г. Севастополя в рамках приоритетного проекта «Большая Севастопольская Тропа», вошедшего в «Стратегию социально-экономического развития Севастополя до 2023 года», которая была принята в 2016 году.

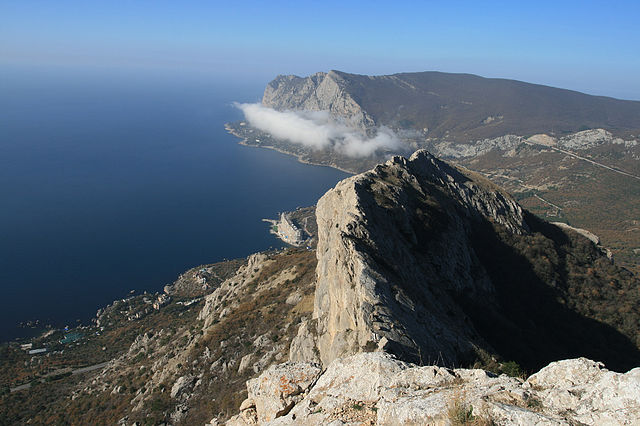
Скальный гребень Деликли-Бурун (Лягушка).

Все участки были оборудованы согласно стандарту BS EN 16869 «Разработка и оборудование виа феррат», принятому в Евросоюзе в январе 2018 года и основанному на рекомендациях Немецкого Альпийского союза в сотрудничестве с австрийским Советом горной безопасности. Местоположение маршрута было согласовано с Федерацией альпинизма и скалолазания Севастополя с соблюдением «Тирольской декларации о хорошем стиле в горных видах спорта»: был выбран скальный сектор, где отсутствовали существующие маршруты для альпинизма и скалолазания и не было потенциала для их создания. Экологическая нагрузка была согласована с Севприроднадзором.

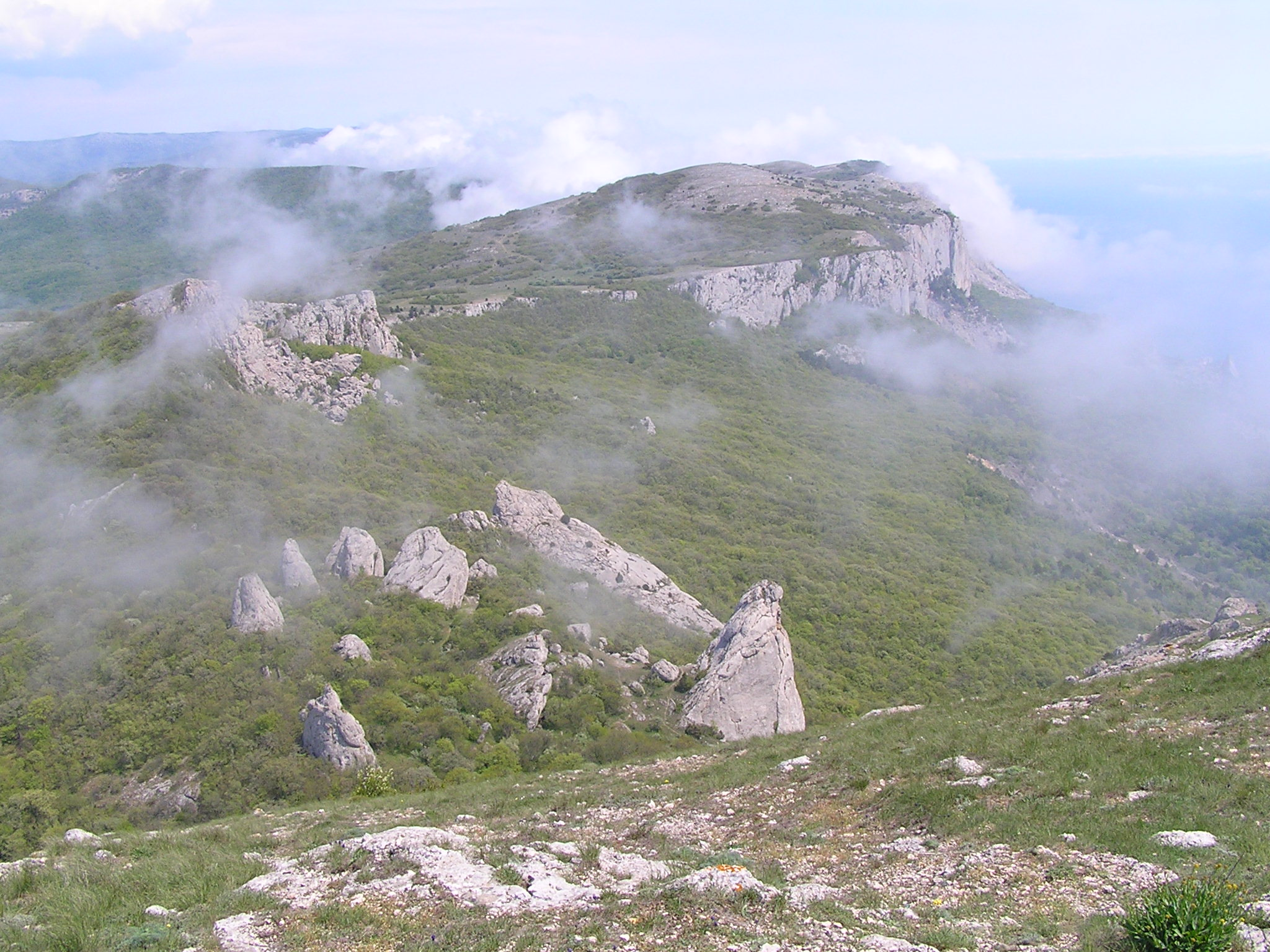
Вид с вершины Ильяс-Каи на Ласпинские скалы

Первый участок («А-Б-В») был оборудован осенью 2018 года и представлен на фестивале «Большая Севастопольская Тропа 2018». За первые три дня виа феррату посетили более 300 человек. Следующий участок («Г-Д-Е») был оборудован в январе-марте 2019 года. Благодаря этому стало возможно подняться от подножия до вершины горы Ильяс-Кая по маршруту протяжённостью 2300 метров.
Самый сложный участок («Д-Ж») был спроектирован и оборудован летом 2019 года. К осени к существующему комплексу был добавлен участок «З-Е», который подготовили к фестивалю «Большая Севастопольская Тропа 2019». В будущем планируется оборудование новых участков на скальном массиве Ильяс-Кая — Деликли-Бурун.

## Особенности прохождения
Комплекс маршрутов состоит из 7 участков, которые в комбинации представляют собой 16 различных маршрутов. Общая длина всех участков виа ферраты по состоянию на 2020 год составляет около 3300 метров. Посещение виа ферраты на Ильяс-Кая бесплатно и доступно в любой сезон. Описание и схемы маршрутов, координаты стартовых точек есть на сайте проекта «Большая севастопольская тропа». В начале каждого участка установлен информационный щит с картой-схемой, инструкцией по соблюдению требований безопасности и списком необходимого снаряжения. Для восхождения необходимы каска и привязь, сертифицированные по стандартам CE и UIAA, самостраховка с амортизатором рывка, соответствующая стандарту EN958:2017.

## Примечание
1. 1 2  Галия Шакирова. Виа феррата: "железный путь" в Надкрымье // РИА Новости Крым. — 2019. — 7 июнь. Архивировано 3 декабря 2020 года.
2. ↑  Татьяна Мистюкова. Поехать в Севастополь и заразиться ферратизмом // Комсомольская правда. — 2019. — 9 сентябрь. Архивировано 3 декабря 2020 года.
3. ↑  О проекте | Большая Севастопольская Тропа - путешествуйте безопасно. bst-sev.ru. Дата обращения: 19 ноября 2020. Архивировано 24 ноября 2020 года.
4. 1 2 3 4  Екатерина Романова. Итоги года. Проект года. Севастопольская Виа Феррата. Mountain.ru (2019). Дата обращения: 19 ноября 2020. Архивировано 23 ноября 2020 года.
5. ↑  Тирольская декларация о хорошем стиле в горных видах спорта. mountain.ru. Дата обращения: 18 ноября 2020. Архивировано 28 января 2020 года.
6. ↑  Сергей Нефедов. Виа Феррата в Крыму. Гора Ильяс-кая. risk.ru (19 сентября 2019). Дата обращения: 19 ноября 2020. Архивировано 28 октября 2020 года.
7. ↑  Юрий Круглов. Новая виа феррата на Деликли-Бурун и Ильяс-Кая. mountain.ru (2019). Дата обращения: 19 ноября 2020. Архивировано 30 ноября 2020 года.